# EDUSAT

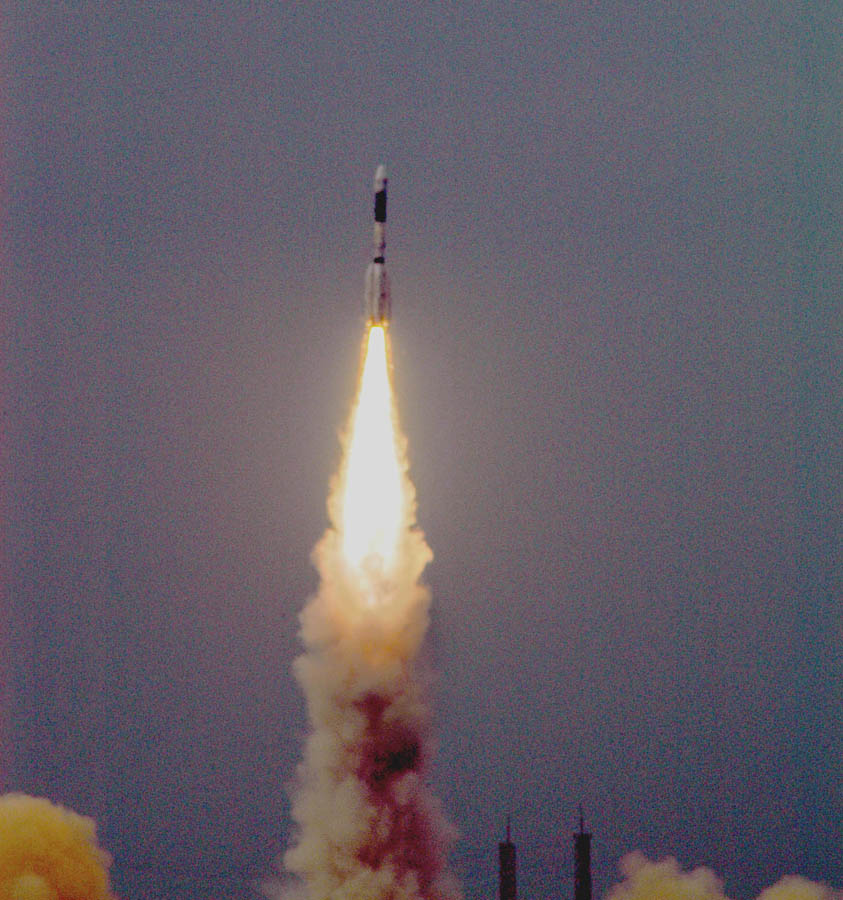
Lancement de EDUSAT par le lanceur GSLV

EDUSAT ou GSAT-3 est un satellite de télécommunications placé en orbite géostationnaire en septembre 2004 qui a été développé par l'agence spatiale indienne (ISRO). EDUSAT est entièrement consacré à la diffusion sur le territoire de l'Inde de cours d'enseignement à distance interactifs.
Le satellite, construit par l'ISRO, fait partie de la famille INSAT dont le premier exemplaire a été lancé en 1983. Sa charge utile est composée de 5 répéteurs en bande Ku, 1 répéteur en bande K et 6 répéteurs en bande C. Il pèse 1,95 tonne avec son moteur d'apogée.
Le satellite a été mis en orbite par un lanceur indien GSLV. Il est placé sur une position située à 74° de longitude Est qu'il partage avec les satellites  KALPANA-1 et INSAT-3C.